# Bayview Avenue
A Bayview Avenue é uma rua arterial norte-sul de Toronto, Ontário, Canadá, correndo desde o litoral da cidade até Newmarket. A Bayview Avenue corta diversos bairros e comunidades (Rosedale, Forest Hill e Bayview Village, dos quais as últimas a avenida é o centro) de classe alta, cujos imóveis estão entre os mais caros do Canadá, tendo por isto uma reputação de prestígio a nível nacional.
A Bayview Avenue é primariamente comercial ao longo de seu trecho, possuindo diversos estabelecimentos residenciais. Possui diversas igrejas (entre os quais as maiores igrejas ortodoxas do Canadá), sinagogas, o maior templo budista do país, e o único templo de zoroastrismo do país. Até a construção da Don Valley Parkway, uma via expressa, a Bayview Avenue era a rota de transporte norte-sul mais rápida da cidade, e é até os dias atuais um popular substituto da Don Valley, quando esta está congestionada ou fechada. Outros pontos de interesse incluem o Sunnybrook Hospital e um câmpus da Universidade York (Glendon College).